# Fortuna (mitologia)
Fortuna era a deusa romana do acaso, da sorte (boa ou má), do destino e da esperança. Corresponde a divindade grega Tique. Era representada portando uma cornucópia e um timão, que simbolizavam a distribuição de bens e a coordenação da vida dos homens, e geralmente estava cega ou com a vista tapada (como a moderna imagem da justiça), pois distribuía seus desígnios aleatoriamente.
Fortuna era considerada filha de Júpiter. Roma dedicava a ela o dia 11 de junho, e no dia 24 do mesmo mês realizava-se um festival em sua homenagem, o Fors Fortuna. Seu culto foi introduzido por Sérvio Túlio, e possuía diversos templos em Roma.

## Divindade romana
Possivelmente o culto a Fortuna é anterior à fundação de Roma, embora os romanos atribuíssem a introdução desse culto a Sérvio Túlio, rei que a ela dedicou pelo menos vinte e seis templos (Fanum Fortunae) na capital, cada um com uma diferente epiclese. Fortuna era uma deusa de caráter duplo mas sempre positivo. Seu correspondente na mitologia grega é a deusa Tique.

## A Fortuna na Idade Média

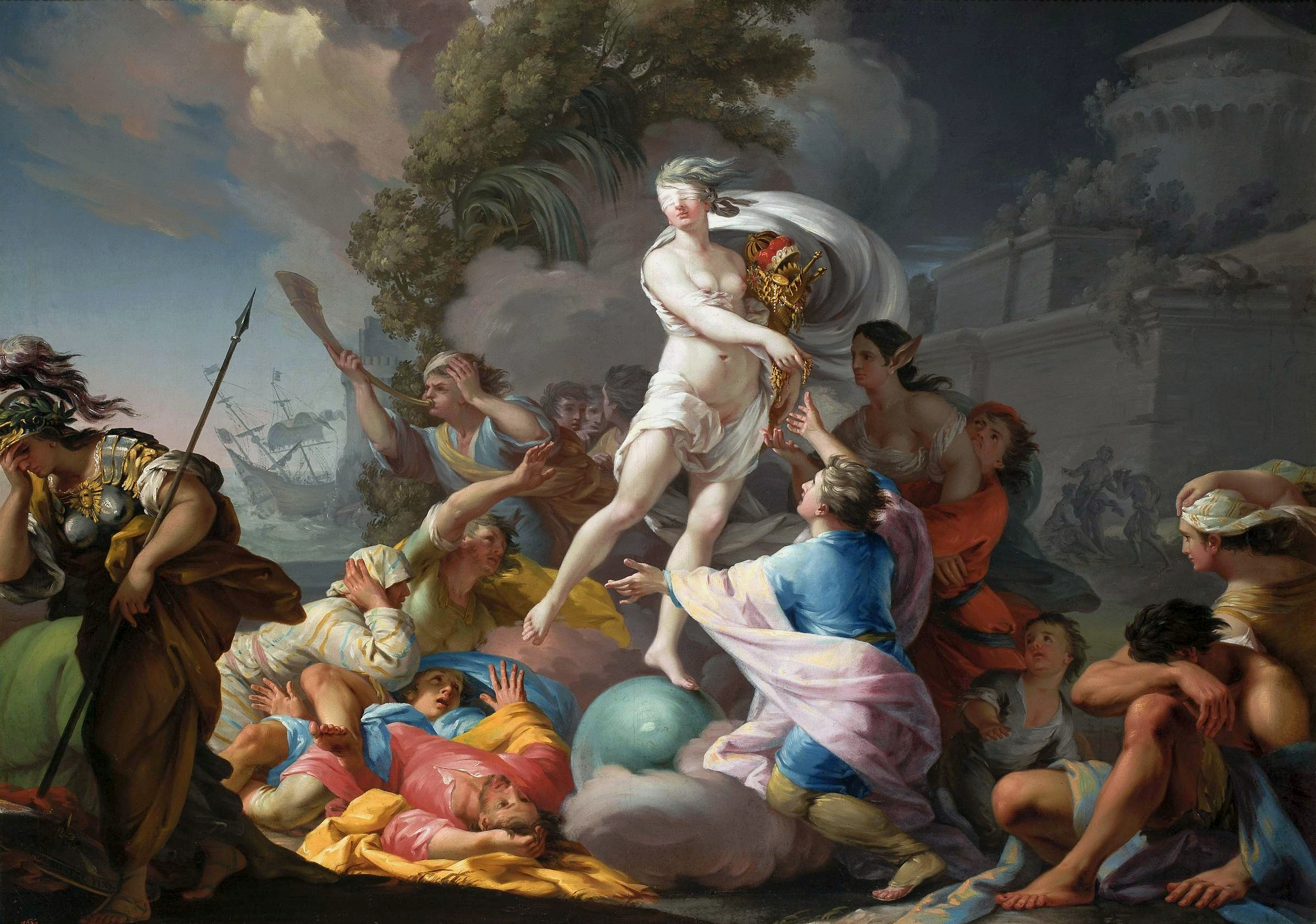
A Fortuna, com os olhos vendados, por Tadeusz Kuntze, 1754

Em De consolatione philosophiae, escrita por Boécio (século VI), enquanto aguardava a sua execução, o célebre filósofo e estadista reflete sobre a visão teológica do acaso, cujas mudanças fortuitas e frequentemente desastrosas são na realidade tanto inevitáveis quanto providenciais, razão por que mesmo os fatos mais inexplicáveis e acidentais fariam parte do plano oculto de Deus, ao qual ninguém pode resistir ou tentar se opor. Segundo tal concepção, os fatos, as decisões humanas e mesmo a influência dos astros fazem parte da vontade divina. 
A imagem iconográfica da Roda da Fortuna que acompanha o imaginário medieval (mas não só), é uma herança direta do segundo livro de Boécio. Sua imagem aparece por toda parte - desde iluminuras de manuscritos e vitrais de igrejas (dos quais, os melhores exemplos são as rosáceas das catedrais de Amiens e de Basileia) até as cartas de tarô.

## A Fortuna no Renascimento
A partir do fim do século XV, a iconografia da Fortuna apresenta uma extraordinária quantidade de variantes com as quais gravuristas e pintores buscavam destacar os mais diversos comportamentos da deusa. O estudioso Giordano Berti apresenta a seguinte tipologia:
- Fortuna com esfera: deriva da deusa Tique; uma jovem nua em pé sobre uma esfera e segurando uma vela de barco nas mãos.
- Fortuna marinha: deriva da iconografia de Ísis pelagĭcă e da Vênus marinha; a sua imagem é a de uma jovem nua que se move sobre as águas empunhando uma vela ou um timão; às vezes, sob os pés, há um golfinho ou uma concha.
- Fortuna com tufo de cabelos: deriva do Kairos grego e da Occasio latina, a divindade do momento oportuno; é uma jovem com asas nos pés que corre velozmente, tendo na parte frontal do crânio uma longa mecha de cabelos.
- Fortuna com cornucópia: reúne a deusa romana Ops e o corno da cabra Amalteia; sua imagem é a de uma jovem, geralmente vendada, que distribui riquezas, deixando-as cair de dentro de um grande corno,

## Galeria

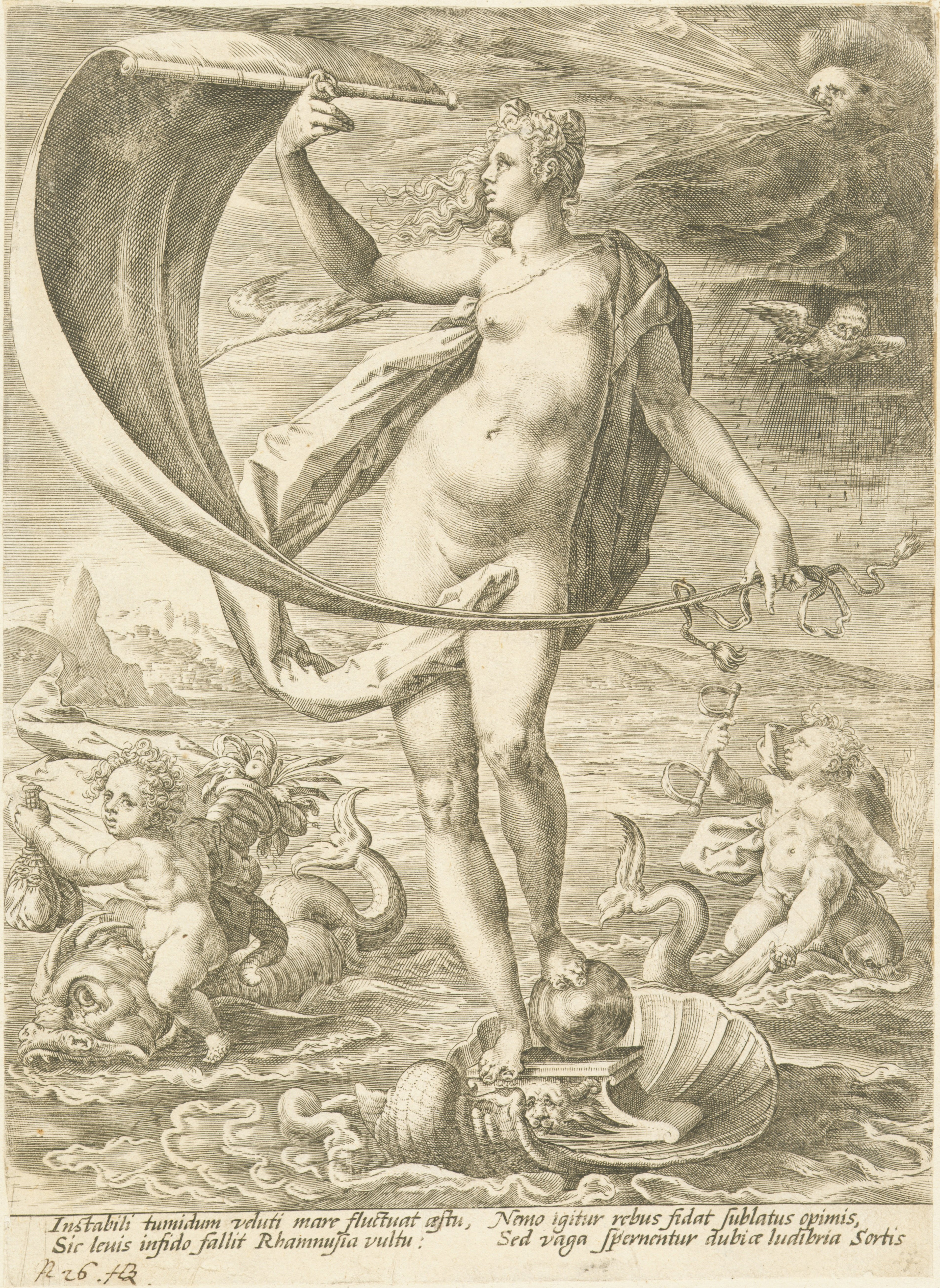
Fortuna sobre a esfera
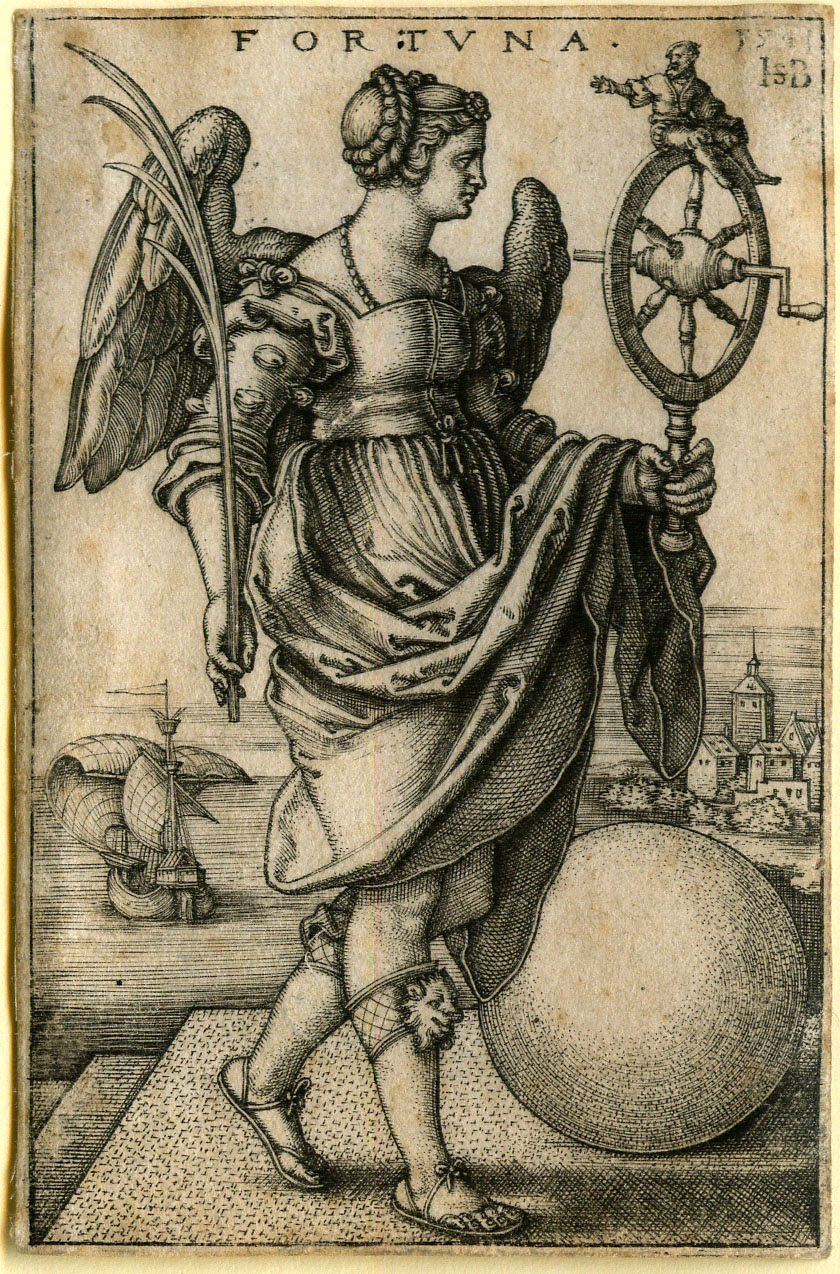
Fortuna marinha com timão
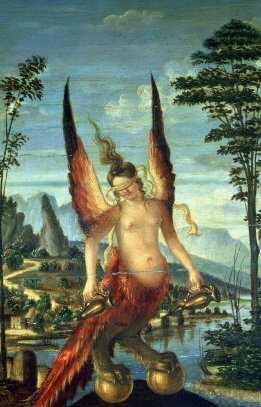
Fortuna alada
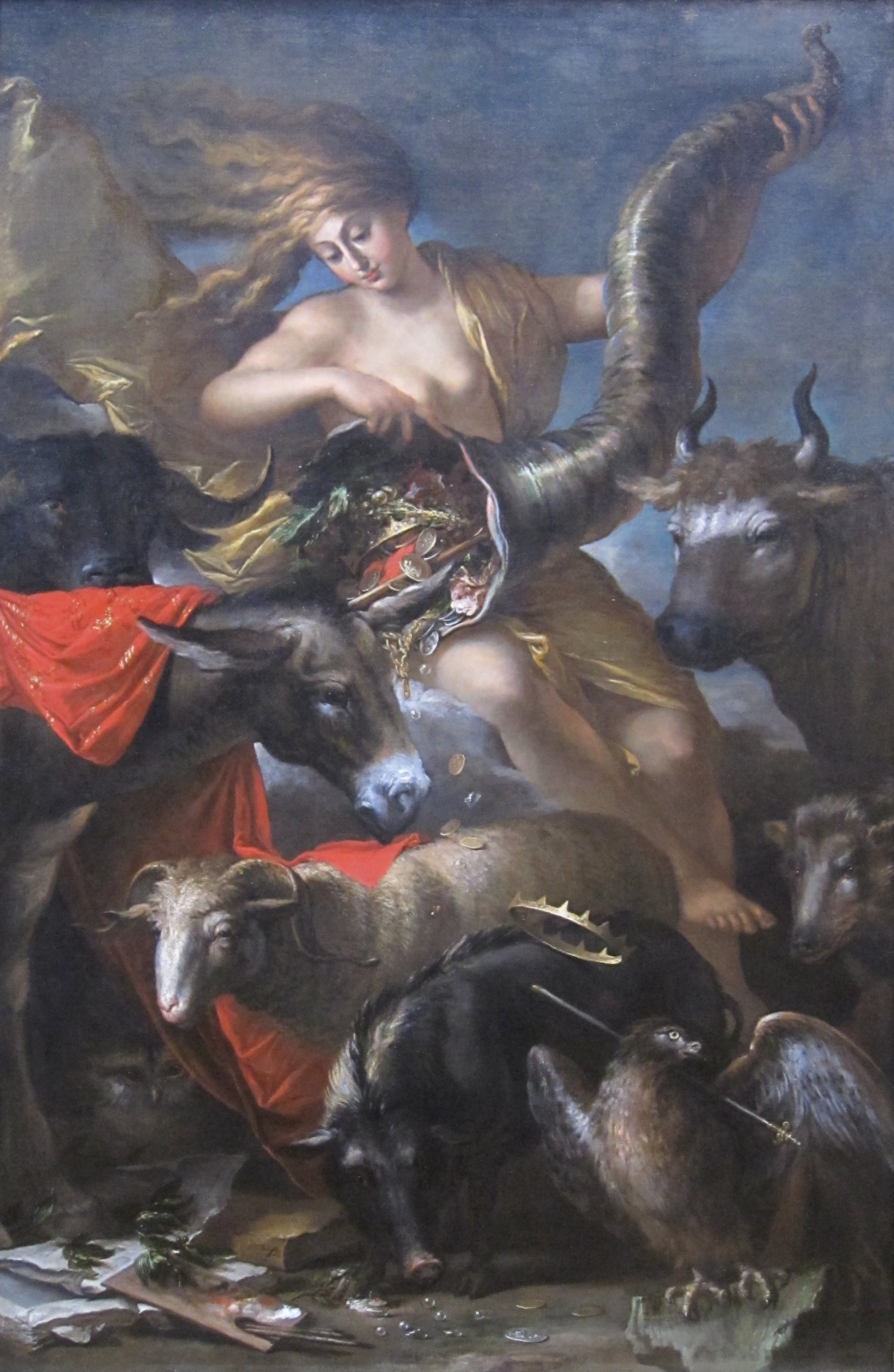
Fortuna com cornucópia